# Gadschi Achmedowitsch Abaschilow
Gadschi Achmedowitsch Abaschilow (russisch Гаджи Ахмедович Абашилов; * 1950 in Sogratl bei Gunib, Dagestanische ASSR; † 21. März 2008 in Machatschkala) war ein russischer Journalist und Politiker.

## Biographie
Abaschilow hat an der Universität von Dagestan studiert. Von 1975 bis 1991 arbeitete er für den Komsomol. Von 1991 bis 2006 war der Chefredakteur der Wochenzeitschrift Molodezh Dagestana, bevor er im Januar 2007 für WGTRK Leiter der lokalen Fernsehgesellschaft wurde. Seit 1999 war Abaschilow auch als Lokalpolitiker tätig.
Am 21. März 2008 wurde er aus bislang nicht geklärten Gründen vor einem Geschäft in der dagestanischen Hauptstadt Machatschkala im Auto erschossen. Sein Fahrer überlebte schwerverletzt. Als möglichen Grund für die Ermordung nennen die Vertreter der dagestanischen Ermittlungsbehörden den unerbittlichen Kampf Abaschilows gegen extremistische Gruppierungen.